# Dadra und Nagar Haveli
Dadra und Nagar Haveli (Gujarati: દાદરા અને નગર હવેલી Dādrā ane Nagar Havelī; portugiesisch: Dadrá e Nagar-Aveli) ist einer der drei Distrikte des Unionsterritoriums Dadra und Nagar Haveli und Daman und Diu in Indien. Er liegt zwischen den Bundesstaaten Gujarat und Maharashtra im Westen Indiens und hatte bei der Volkszählung 2011 343.709 Einwohner auf einer Fläche von 491 Quadratkilometern. Der Verwaltungssitz ist Silvassa. Dadra und Nagar Haveli war von 1780 bis 1954 ein Teil Portugiesisch-Indiens. Seit 1961 bildete es ein Unionsterritorium, das direkt durch die indische Zentralregierung verwaltet wurde. Am 26. Januar 2020 wurde es mit dem Unionsterritorium Daman und Diu zusammengelegt.

## Geografie

Lage von Dadra und Nagar Haveli

### Lage
Dadra und Nagar Haveli liegt im Westen Indiens zwischen den Bundesstaaten Gujarat und Maharashtra rund 130 Kilometer nördlich von Mumbai im Hinterland der Küste des Arabischen Meeres. Der Distrikt hat eine Fläche von 491 Quadratkilometern. Es besteht aus zwei Teilen, Nagar Haveli und dem wesentlich kleineren Dadra, das als Exklave umgeben vom Gebiet Gujarats nur einige Kilometer nördlicher liegt. Innerhalb Nagar Havelis liegt seinerseits eine Enklave Gujarats, der Ort Maghval. Im Norden grenzt Dadra und Nagar Haveli an den Distrikt Valsad des Bundesstaates Gujarat, im Süden an den Distrikt Thane des Bundesstaates Maharashtra. Daman, ebenfalls eine ehemalige portugiesische Kolonie und heute Hauptstadt des Unionsterritoriums, liegt nur rund 20 Kilometer weiter nordwestlich, wird aber durch einen zu Gujarat gehörigen Landstreifen von Dadra und Nagar Haveli getrennt.

### Topografie

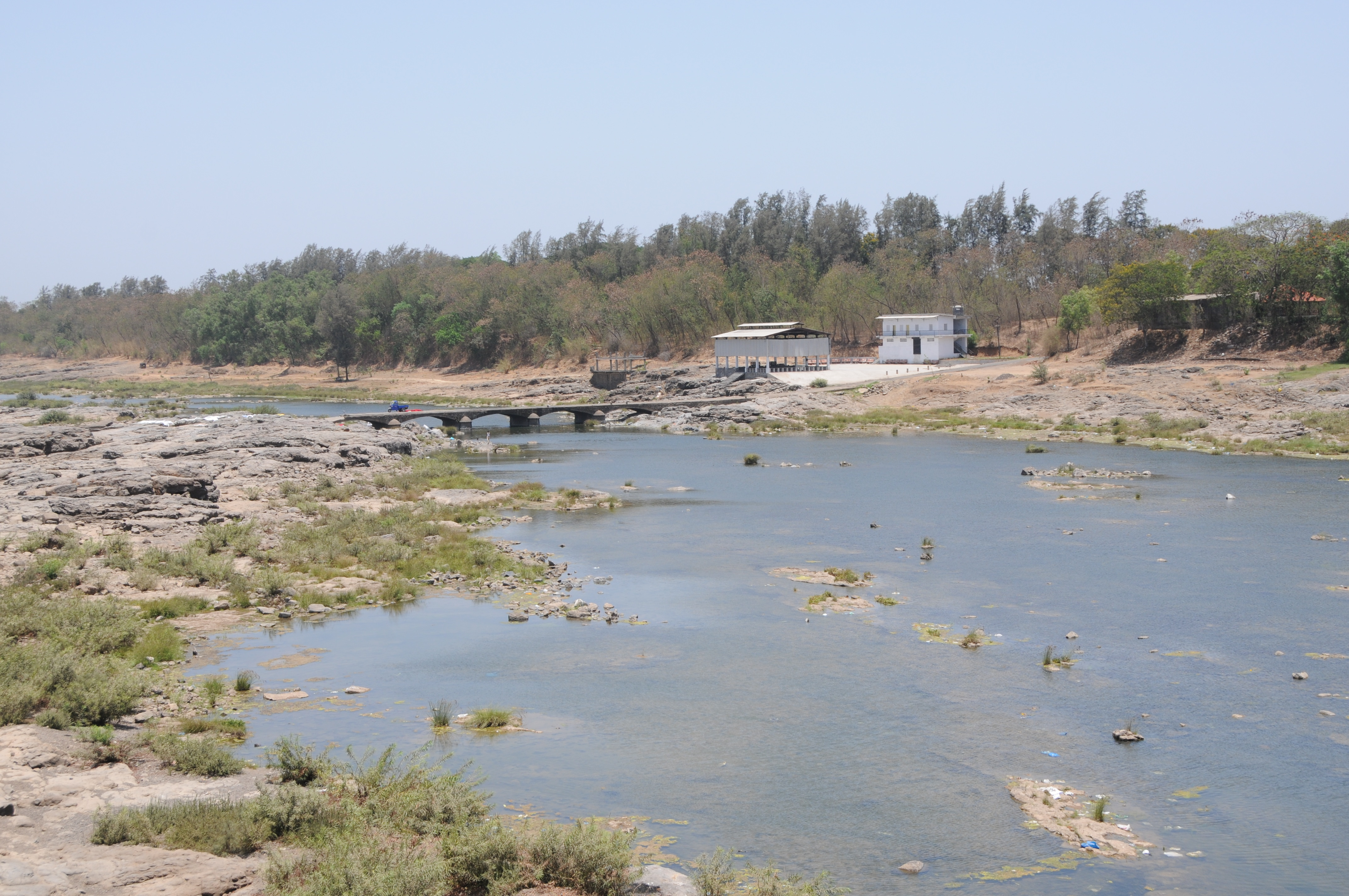
Der Damanganga bei Silvassa

Das Gebiet von Dadra und Nagar Haveli ist leicht hügelig. Im Osten steigt das Terrain zu den Westghats an, erreicht aber nicht mehr als 300 Meter über dem Meeresspiegel. Etwa 40 Prozent des Gebietes sind bewaldet. Das Gebiet wird vom Damanganga-Fluss durchflossen, der zum Madhuban-Stausee aufgestaut ist.

## Städte & Verwaltung

Verwaltungsgliederung von Dadra und Nagar Haveli (2011)

Verwaltungstechnisch bildet Dadra und Nagar Haveli einen einzigen Distrikt und einen einzigen Taluk (Sub-Distrikt).
Die einzige Stadt in Dadra und Nagar Haveli ist die Hauptstadt Silvassa (21.890 Einwohner, Stand Volkszählung 2001).
Weiterhin gehören zu Dadra und Nagar Haveli 70 Dörfer.

## Geschichte
Dadra und Nagar Haveli ist eine ehemalige portugiesische Kolonie. In einem am 6. Januar 1780 in Pune geschlossenen Vertrag überließen die Marathen den Portugiesen das Gebiet im Hinterland der Stadt Daman, die bereits seit dem 16. Jahrhundert unter portugiesischer Herrschaft stand, als Entschädigung für einen Piratenüberfall auf ein portugiesisches Schiff. Damit wurde Dadra und Nagar Haveli zu einem Teil Portugiesisch-Indiens.
Nach der indischen Unabhängigkeit übernahmen im Juli 1954 lokale Nationalisten handstreichartig die Macht in Dadra und Nagar Haveli und schufen eine pro-indische Verwaltung. Indien weigerte sich, den portugiesischen Truppen in Daman den Durchgang durch indisches Territorium zu gestatten, sodass Portugal das Gebiet nicht wieder unter seine Kontrolle bringen konnte. Auch eine Klage Portugals vor dem Internationalen Gerichtshof in den Haag war erfolglos und wurde von diesem am 12. April 1960 abgewiesen.
Am 12. Juni 1961 verabschiedete das gewählte Selbstverwaltungsorgan von Dadra und Nagar Haveli, der Varistha Panchayat, einstimmig eine Resolution, die den Anschluss des Territoriums an Indien forderte. Am 11. August 1961 wurde das nominell unabhängige Free Dadra and Nagar Haveli zu einem indischen Unionsterritorium. Kurz darauf, im Dezember 1961, brachte Indien mit militärischen Mitteln auch die restlichen portugiesischen Kolonien (Goa, Daman und Diu) unter seine Kontrolle. Die Annexion all dieser Gebiete wurde von Portugal erst nach der Nelkenrevolution 1974 anerkannt.
Am 26. Januar 2020 wurde Dadra und Nagar Haveli mit dem Unionsterritorium Daman und Diu zusammengelegt und erhielt den Status eines Distrikts.

## Bevölkerung

### Demografie
Nach der indischen Volkszählung 2011 hatte das Unionsterritorium Dadra und Nagar Haveli 342.853 Einwohner. Die Bevölkerungsdichte beträgt 698 Einwohner pro Quadratkilometer. 46,6 Prozent der Einwohner Dadras und Nagar Havelis leben in Städten. Das Bevölkerungswachstum ist deutlich höher als in umliegenden Gebieten, was sich vor allem durch die Zuwanderung aus anderen Gebieten Indiens erklärt. Zwischen 2001 und 2011 nahm die Einwohnerzahl des Unionsterritoriums um 55,5 Prozent zu. Damit verzeichnete Dadra und Nagar Haveli das höchste Bevölkerungswachstum aller indischen Bundesstaaten und Unionsterritorien. Die Einwanderung von (vorwiegend männlichen) Arbeitsmigranten erklärt auch das extrem unausgewogene Geschlechterverhältnis: Auf 1000 Männer kommen in Dadra und Nagar Haveli nur 775 Frauen. Die Alphabetisierungsquote Dadras und Nagar Havelis entspricht mit 77,7 Prozent dem gesamtindischen Durchschnitt.
Die Mehrheit der Einwohner Dadras und Nagar Havelis gehört der Stammesbevölkerung (Adivasi) an: Die indische Volkszählung 2001 klassifizierte 62,2 Prozent der Einwohner des Unionsterritoriums als Angehörige der Stammesbevölkerung (Scheduled Tribes). Der größte Stamm ist der der Varli, die zwei Drittel der Stammesbevölkerung ausmachen, gefolgt von den Kokna und Dhodia.

#### Bevölkerungsentwicklung
| Zensusjahr | Einwohnerzahl |
| ---------- | ------------- |
| 1901       | 24.280        |
| 1911       | 29.020        |
| 1921       | 31.048        |
| 1931       | 38.260        |
| 1941       | 40.441        |
| 1951       | 41.532        |
| 1961       | 57.963        |
| 1971       | 74.170        |
| 1981       | 103.676       |
| 1991       | 138.477       |
| 2001       | 220.490       |
| 2011       | 343.709       |

### Sprachen
In Dadra und Nagar Haveli werden verschiedene Sprachen gesprochen. Die größte Sprache ist das unter der Stammesbevölkerung gesprochene Bhili oder Bhilodi, dessen Sprecher 40 Prozent der Bevölkerung des Distrikts ausmachen. Die Adivasi-Sprache Bhili gehört zur Gruppe der indoarischen Sprachen und wird in größeren Teilen Westindiens von insgesamt fast 10 Millionen Menschen als Muttersprache gesprochen, ist aber nicht verschriftlicht worden. Daneben sind in Dadra und Nagar Haveli die Sprachen der Nachbarbundesstaaten, Gujarati (24 Prozent) und Marathi (5 Prozent), sowie Hindi (15 Prozent) und Konkani (10 Prozent) verbreitet. Einwanderer aus anderen Teilen Indiens sprechen zahlreiche weitere Sprachen, deren Sprecher insgesamt 5 Prozent der Bevölkerung ausmachen. Als Verwaltungssprache dient Englisch.

### Religionen
Unter den Einwohnern Dadras und Nagar Havelis stellen Hindus mit 94 Prozent (Volkszählung 2011) die große Mehrheit. Daneben gibt es Minderheiten von Muslimen (4 Prozent) und Christen (1,5 Prozent).

## Wirtschaft und Infrastruktur
Dadra und Nagar Haveli hat seit seinem Anschluss an Indien eine starke Industrialisierung erlebt. Produziert werden Textilien, Kunststoffe, technische Güter, Chemikalien und Pharmazeutika. Das Unionsterritorium profitierte dabei vor allem von den relativ niedrigen Steuersätzen. Der Haupterwerbszweig ist aber nach wie vor die Landwirtschaft: Nach der Volkszählung 2001 arbeiten 47,5 Prozent der erwerbstätigen Bevölkerung im Agrarsektor. Das Hauptanbauprodukt ist Reis. Daneben wird im vergleichsweise dicht bewaldeten Dadra und Nagar Haveli Forstwirtschaft betrieben.
Dadra und Nagar Haveli ist nicht an das Bahn- und Fernstraßennetz angeschlossen, direkt westlich verlaufen aber der National Highway 8 von Mumbai nach Neu-Delhi und parallel dazu die Bahnstrecke von Mumbai nach Vadodara. Der nächste Bahnhof befindet sich in Vapi 18 Kilometer nordwestlich von Silvassa. Derzeit bestehen Pläne, in Dadra und Nagar Haveli einen Flughafen zu erbauen.